# Nymphopsis spinosissimum
Nymphopsis spinosissimum là một loài nhện biển trong họ Ammotheidae. Loài này thuộc chi Nymphopsis. Nymphopsis spinosissimum được miêu tả khoa học năm 1912 bởi Hall.